# گیلی اسکاتلندی
زبان گِیلی اسکاتلندی یا زبان گِیلیک اسکاتلندی (گیلی اسکاتلندی: Gàidhlig [ˈkaːlɪkʲ] ())، که با نام‌های گِیلیک اسکاتس و گِیلیک نیز شناخته می‌شود، یک زبان گیلیک‌تبار (در شاخه سلتی از خانوادهٔ زبان‌های هندواروپایی) بومی گیل‌های اسکاتلند است. اغلب اوقات به آن اسکاتس یا همان اسکاتلندی می گویند.

## زبان
گیلیک زبان رسمی اسکاتلند است.